# E-WAY H2
12ｍ 길이의 수소전기 저상 시내버스다.

## 상세
2023년 10월 8일 세계 버스 박람회 '버스월드 2023'에서 공개된 수소전기 시내버스로, 현대차가 이베코그룹과 함께 개발했다. 현대차의 수소연료전지시스템과 이베코그룹 산하 파워트레인 전문 브랜드 FPT 인더스트리얼의 배터리팩을 탑재했다. 1회 충전 시 최대 450km의 긴 주행거리를 갖춰 도심 주행과 더불어 근교 운행에도 활용될 수 있다.

## 같이 보기
수소 경제
이베코
현대 유니버스 FCEV
현대자동차
현대자동차그룹